# Joan Garriga i Martínez
Joan Garriga i Martínez (la Garriga, 1972) és un músic català. Toca l'acordió diatònic i canta rumba catalana i cúmbia. Ha format part dels grups de fusió musical Dusminguet i La Troba Kung-Fú. Va rebre el Premi Ciutat de Barcelona de música l'any 2007.

## Trajectòria
Garriga va ser el líder del grup Dusminguet (1995-2004), un grup de la Garriga pioner en la barreja de ritmes i gèneres que va revolucionar al música festiva als Països Catalans i, des del 2005, fou el creador de les cançons, la veu i l'acordionista de La Troba Kung-Fú. Paral·lelament, ha fet nombroses col·laboracions amb altres músics, com ara Manu Chao, Amparanoia, Peret o Muchachito Bombo Infierno, i ha participat en altres projectes, sobretot en el temps entre la fi de Dusminguet i l'inici de La Troba Kung-Fú, com Radio Bemba, Xerramequ Tiquis Miquis, Atomik Pardalets o Ensaladilla So Insistent. També ha treballat com a productor per grups com Rauxa.
En el món teatral ha col·laborat com a músic en espectacles juntament amb el Circ Cric i amb La Perla 29 als muntatges: L'orfe del clan dels Zhao (2014), Bodas de Sangre (2017) i La bona persona de Sezuan (2019).
Segons una entrevista concedida a Fernando Cruz, Joan Garriga es dedica a la música per l'impacte que va causar-li l'Orquestra Plateria quan era petit i perquè «és l'activitat que, posant-me menys pressió, més bons resultats m'ha donat». A banda de la música, va estudiar cinema durant tres anys.

## Discografia

### Amb Dusminguet
- Vafalungo (1998)
- Postrof (2001)
- Go (2003)

### Amb La Troba Kung-Fú
- Clavell morenet (2006)[4]
- Rúmbia at Ernesto's (2009)
- A la panxa del bou (2010)
- Santalegria (2013)

### Amb Joan Garriga i el Mariatxi Galàctic
- Nocturns de vetlla i de revetlla (EP, 2019)[9]
- El ball i el plany (2020)[10]

### Llibre amb CD
- 2018: Bodas de Sangre. Apunts i cançons de Joan Garriga sobre textos de Federico García Lorca (a partir del muntatge de La Perla 29 i editat per Godall Edicions). ISBN 978-84-946952-8-5